# Почётные граждане Вологды
Почётный гражданин города Вологды — почётное звание, присваиваемое Вологодской городской думой гражданам Российской Федерации в целях признания выдающихся заслуг перед городом Вологдой. Существовало в 1865—1917 годах, восстановлено в 1964 году.

## История звания
Впервые звание было присвоено Вологодской городской думой в 1865 году вологодскому губернатору С. Ф. Хоминскому. До революции его удостоились 13 человек. После революции звание долгое время не присуждалось.
Традиция присвоения звания была возобновлена в 1964 году. Вологда была вторым городом в СССР (после Калуги), возродившим этот вид поощрения заслуг. Первым советским гражданином, удостоенным его, стал врач-гигиенист В. В. Лебедев. Всего с 1865 года Почётными гражданами Вологды стали 59 человек.

## Процедура присвоения
До революции звание присваивала городская дума. В советское время решения об этом принимал горисполком. В постсоветское время эти полномочия были вновь делегированы депутатам гордумы. Рассмотрением заявок на звание в настоящее время занимается «Комиссия по рассмотрению ходатайств по вопросам, связанным с присвоением звания „Почётный гражданин города Вологды“, награждением знаком „За заслуги перед Вологдой“ и увековечением выдающихся событий и имён граждан, связанных с историей города Вологды».

## Список почётных граждан города Вологды

### Дореволюционный период

#### 1865
1. Хоминский, Станислав Фаддеевич (1807—1886), вологодский губернатор, генерал-лейтенант Генерального штаба.

#### 1885
1. Волоцкой, Дмитрий Владимирович (1826—1892), губернский предводитель дворянства (1878—1892), действительный статский советник.
2. Каханов, Александр Семёнович (1821—1887), государственный деятель, полковник, действительный статский советник.
3. Немиров-Колодкин, Николай Васильевич (1819—1886), московский купец 1-й гильдии.

#### 1886
1. Посьет, Константин Николаевич (1819—1899), государственный деятель, мореплаватель, адмирал, министр путей сообщения.

#### 1891
1. Колесников, Тимофей Емельянович (1829—1899), вологодский купец 2-й гильдии.

#### 1901
1. Волков, Николай Александрович (1854 — после 1920), потомственный почётный гражданин, городской голова, вологодский купец 1-й гильдии, меценат.
2. Дунин-Барковский, Иосиф Яковлевич (1851 — после 1904), вологодский губернатор, действительный статский советник.
3. Зубов, Владимир Николаевич (генерал) (1837—1912), государственный деятель, генерал от инфантерии.
4. Рухлов, Сергей Васильевич (1852—1918), государственный деятель, тайный советник, министр путей сообщения России.
5. Сольский, Дмитрий Мартынович (1833—1910), граф, действительный тайный советник 1-го класса.
6. Хилков, Михаил Иванович (1834—1909), князь, министр путей сообщения, действительный тайный советник.
7. Лодыженский, Александр Александрович (1854 — после 1917), вологодский губернатор, действительный статский советник.

### Советский период

#### 1964
1. Вагенгейм Андрей Владимирович (1897—1965), член РКП(б) с 1917 года, член КПСС, участник Гражданской войны, ветеран Вологодского паровозо-вагоноремонтного завода.
2. Варламов, Павел Акиндинович (1898—1972), рабочий завода «Северный коммунар».
3. Громов, Борис Фёдорович (род. 1927), Заслуженный работник транспорта Российской Федерации, Почётный железнодорожник, Лучший машинист сети дорог Союза ССР.
4. Ильюшин, Сергей Владимирович (1894—1977), Генеральный авиаконструктор СССР, трижды Герой Социалистического Труда, генерал-полковник, действительный член Академии Наук СССР.
5. Лебедев, Василий Вячеславович (1893—1969), врач-гигиенист, профессор Вологодского государственного педагогического института, Заслуженный врач РСФСР.
6. Маклакова, Валентина Акиндиновна (1920—2008), Герой Социалистического Труда, Заслуженный учитель РСФСР.
7. Шаршавин (Гришин) Григорий Матвеевич (1885—1965), Член РКП(б) с 1917 года, член КПСС.

#### 1965
1. Беляев, Павел Иванович (1925—1970), лётчик-космонавт СССР, Герой Советского Союза, полковник авиации.
2. Леонов, Алексей Архипович (1934—2019), лётчик-космонавт СССР, генерал-майор авиации, дважды Герой Советского Союза.

#### 1966
1. Самойлов, Павел Григорьевич (1897—1992), Заслуженный врач РСФСР.
2. Точиленко, Михаил Иванович (1907—1982), начальник инструментального цеха Вологодского паровозо-вагоноремонтного завода.

#### 1967
1. Патругов, Пётр Николаевич (1894—1982), участник штурма Зимнего дворца в Великую Октябрьскую социалистическую революцию, матрос крейсера «Аврора».

#### 1970
1. Шонин, Георгий Степанович (1935—1997), лётчик-космонавт СССР, Герой Советского Союза, генерал-лейтенант авиации.

#### 1972
1. Волков, Леонид Фёдорович (1933—2018), Заслуженный строитель Российской Федерации.
2. Денисов, Борис Павлович (1918—1999), директор Вологодского техникума железнодорожного транспорта, Заслуженный учитель РСФСР, участник Великой Отечественной войны.
3. Исакова, Фаина Аксентьевна (1932—2011), швея-мотористка, мастер швейной бригады Вологодской швейной фабрики.
4. Обнорская, Мария Александровна (1931—1997), Герой Социалистического Труда, Заслуженный работник лёгкой промышленности Российской Федерации.
5. Щуко, Марина Владимировна (1915—1979), Народная артистка РСФСР.
6. Сосин, Борис Николаевич (1925—2014), бригадир слесарей инструментального цеха завода «Северный коммунар», участник Великой Отечественной войны.

#### 1975
1. Мельников, Николай Владимирович (1923—1995), старший мастер механокомплектовочного цеха Вологодского паровозо-вагоноремонтного завода, участник Великой Отечественной войны.

#### 1977
1. Вязалов, Владимир Васильевич (1932—2007), Заслуженный работник жилищно-коммунального хозяйства Российской Федерации.
2. Гостев, Фёдор Андрианович (1897—1988), Член РКП(б) с 1919 года, член КПСС, ветеран Великой Октябрьской социалистической революции и Гражданской войны.
3. Ширяевский, Василий Андреевич (1901—1991), Член РКП(б) с 1918 года, член КПСС, ветеран Великой Октябрьской социалистической революции и Гражданской войны.

#### 1982
1. Крошкин, Александр Дмитриевич (1930—2016), Заслуженный строитель Российской Федерации.

#### 1985
1. Дрыгин, Анатолий Семёнович (1914—1990), первый секретарь Вологодского обкома КПСС, Герой Социалистического Труда, участник Великой Отечественной войны.

#### 1987
1. Колесников, Пётр Андреевич (1907—1996), доктор исторических наук, профессор Вологодского государственного педагогического института, Заслуженный деятель науки РСФСР, Почётный академик Академии наук Российской Федерации.
2. Славнова, Маргарита Фёдоровна (21.04.1936—11.04.2014), швея-мотористка Вологодской швейной фабрики[3].

### Современный период

#### 1994
1. Турупанов, Николай Леонидович (1934—2014), главный врач Вологодской станции скорой медицинской помощи, Заслуженный врач РСФСР.

#### 1995
1. Авдонин, Иван Яковлевич (1931—2009), Заслуженный врач Российской Федерации.
2. Кужлев, Анатолий Фёдорович (1935—2014), Заслуженный строитель РСФСР.
3. Семёнов, Алексей Васильевич (1927—2001), Народный артист Российской Федерации, актёр ГУК «Вологодский ордена „Знак Почёта“ государственный драматический театр», режиссёр.
4. Судаков, Валерий Васильевич (05.09.1942—14.06.2014), ректор Вологодского института развития образования, профессор, кандидат философских наук, Заслуженный работник культуры Российской Федерации.

#### 1996
1. Нусс, Яков Фёдорович (1911—2002), создатель детского театра кукол «Теремок» и Театра юного зрителя.

#### 1997
1. Белов, Василий Иванович (1932—2012), вологодский писатель, член Союза писателей Российской Федерации.
2. Корбаков, Владимир Николаевич (1922—2013), вологодский художник, член-корреспондент Академии художеств России, народный художник Российской Федерации, ветеран Великой Отечественной войны.

#### 1998
1. Морщинин, Александр Александрович (1919—2004), кадровый военный, ветеран Великой Отечественной войны и органов МВД.

#### 2001
1. Бам, Абрам Наумович (1923—2013), вологодский фотохудожник, создатель фотолетописи города Вологды в лицах, ветеран Великой Отечественной войны.
2. Позгалёв, Вячеслав Евгеньевич (род. 1946), губернатор Вологодской области.

#### 2009
1. Козлов, Алексей Михайлович (1934—2015), советский и российский разведчик. Герой Российской Федерации.

#### 2010
1. Ильин, Владимир Александрович (род. 1941), директор Института социально-экономического развития территорий РАН, доктор экономических наук, профессор.

#### 2011
1. Лешуков, Александр Павлович (1951—2013), ректор ФГБОУ высшего профессионального образования «Вологодский государственный педагогический университет», доктор педагогических наук, профессор, заслуженный работник высшей школы Российской Федерации, член Президиума Общественного совета города Вологды.

#### 2012
1. Плеханов, Алексей Николаевич (1945—2022), председатель исполнительного комитета Вологодского городского Совета народных депутатов с 1981 по 1987 год. Заместитель Главы администрации Вологодской области, первый заместитель губернатора Вологодской области с 1996 по 2005 год.

1. Парменов, Владимир Дмитриевич (1922—1984), председатель исполнительного комитета Вологодского городского Совета депутатов трудящихся с марта 1967 по 12.04.1984 года. Звание присвоено посмертно.

#### 2013
1. Фокина, Ольга Александровна (1937—2023), поэтесса.

1. Коршунов, Александр Иванович (род. 1953), Генеральный директор Вологодского оптико-механического завода.

1. Голованов, Александр Васильевич (род. 1953), председатель совета директоров фирмы «Продтовары».

#### 2014
1. Воропанов, Владимир Валентинович (1954—2021), директор Вологодской областной картинной галереи.

1. Судаков, Гурий Васильевич (род. 1940), лингвист, доктор филологических наук, профессор Вологодского государственного университета.

#### 2015
1. Попов, Вячеслав Алексеевич (род. 1946), заместитель Председателя Мурманской областной Думы, Президент Ассоциации шефства над Северным флотом, член Морской Коллегии при Правительстве Российской Федерации, адмирал.

#### 2016
1. Зарецкий, Михаил Давыдович  (род. 1950), генеральный директор открытого акционерного общества «Стиль Вологды».

1. Рыжков, Пётр Алексеевич (род. 1959), генеральный директор ЗАО «Горстройзаказчик».

1. Степанов, Игорь Васильевич (1947—2018), председатель Общественной палаты Вологодской области.

1. Шулепов, Евгений Борисович (род. 1958), глава г. Вологды в 2008—2016.

#### 2017
1. Подольный, Исаак Абрамович (1929 — 2017), педагог, писатель, общественный деятель, кандидат химических наук, почетный профессор Вологодского государственного педагогического университета

1. Рыбаков, Александр Александрович (род. 1940), искусствовед, член Вологодского регионального отделения Всероссийской творческой общественной организации «Союз художников России», ведущий научный сотрудник Вологодского филиала Федерального государственного бюджетного учреждения культуры «Всероссийский художественный научно-реставрационный центр имени академика И.Э. Грабаря».

1. Купцов, Валентин Александрович (род. 1937), почетный президент региональной общественной организации «Вологодское землячество» в Москве.

#### 2018
1. Раздрогин, Владимир Александрович (1939 — 2022), врач-хирург БУЗ ВО «Вологодская городская больница № 2».

#### 2019
1. Шепель, Владимир Степанович (род. 1948), судья в отставке, член Общественной палаты Вологодской области.

#### 2020
1. Иванова, Раиса Ильинична (род. 1948), генеральный директор ЗАО «Кондитерская фабрика».